# Hades (Disney)
Hades es el antagonista principal de la película animada de Disney de 1997 Hércules, así como de la franquicia generada a partir de esta, incluyendo su serie animada de televisión. Es representado como el Dios de los Muertos, estando basado en la deidad griega de mismo nombre. Además de sus apariciones en los medios relacionados con la franquicia de Hércules, el personaje también ha tenido múltiples apariciones en varios medios de The Walt Disney Company, como producciones animadas, videojuegos, o atracciones y espectáculos en vivo. James Woods proporciona la voz del personaje en la versión original en inglés en la película Hércules, su serie de televisión, y la mayoría de sus apariciones, llegando a ganar el premio de Intérprete Destacado en un Programa de Animación en la 27.ª edición de los Premios Daytime Emmy por su papel de voz como el personaje en la serie de televisión.

## Descripción

### Apariencia
Hades es alto y de piel grisácea, con unas llamas azules sobre su cabeza a modo de peinado, las cuales, al igual que su piel, se tornan de color rojo cuando se enfurece. Viste una túnica negra, con la zona de sus pies estando rodeada de humo negro.

### Personalidad
A Hades se le representa principalmente como rencoroso y ambicioso, por ello queriendo reclamar el puesto de su hermano Zeus como gobernante del Olimpo. También a menudo muestra su mal temperamento, lo que le lleva a propagar las llamas de su pelo alrededor de su cuerpo. A pesar de ello, a menudo también se le muestra como un personaje cómico con un lado humorístico en los momentos en que conversa con los demás.

## Apariciones

### Hércules(1997)
Tras acudir a la celebración por el nacimiento de su sobrino Hércules en el Olimpo, donde recibe mofas por parte de su hermano Zeus y los demás Dioses, Hades regresa a su hogar en el Inframundo, donde pide consejo a la Moiras para saber qué hacer para llegar a lo más alto, con lo cual estas le predicen dentro dieciocho años podrá liberar a los Titanes y con su ayuda gobernar en el Olimpo, pero si Hércules luchara, fracasaría. Para evitarlo, envía a sus secuaces, los diablos Pena y Pánico, para secuestrar al bebé Hércules y darle una poción que lo convertiría en mortal y lo mataría. Sin embargo, Hércules no se la bebe toda, y así conserva su fuerza divina. Pena y Pánico, sin embargo, le dicen a Hades que Hércules está muerto, esperando que no se entere.
Años después, tras descubrir que Hércules todavía está vivo, Hades utiliza a la Hidra para acabar con él, pero Hércules es capaz de derrotar a la criatura. Frustrado, Hades envía más monstruos, pero Hércules los derrota a todos. Hades pide a Meg, su esclava desde que ella le vendió su alma tiempo atrás, para descubrir si Hércules tiene algún punto débil, prometiendo concederle su libertad a cambio. Después de enterarse de que Hércules se ha enamorado de Meg, usa esto a su favor, y finge tenerla retenida para hace un trato con Hércules: debe renunciar a su fuerza sobrehumana durante las próximas veinticuatro horas a cambio de la libertad de Meg. Hércules acepta, siempre y cuando Meg esté a salvo de cualquier daño. Tras sellar el trato, Hades revela que Meg estaba trabajando para él, aplastando la voluntad de Hércules de luchar. Como planeó durante dieciocho años, Hades libera a los Titanes, quienes derrotan y encarcelan a los dioses, y envía al Cíclope para acabar con Hércules y así evitar que interfiera en sus planes, pero Hércules derrota al monstruo usando su ingenio. Sin embargo, Meg resulta gravemente herida al salvar a Hércules de una columna que se cae, negando el trato de Hades de que no sería lastimada. Hércules recupera sus poderes y regresa al Monte Olimpo, donde derrota a los Titanes y libera a los dioses. Hades está molesto por esto, pero se burla de Hércules, diciéndole que mientras luchaba contra los Titanes, Meg murió a causa de sus heridas.
Hércules viaja al Inframundo para rescatar el alma de Meg, donde Hades le muestra su alma en el río Estigia, y le advierte que si trata de rescatarla morirá antes de conseguirlo. Hércules nada al interior del río Estigia, donde casi muere, pero su divinidad es restaurada por el acto desinteresado de estar dispuesto a arriesgar su vida para salvarla. Hércules emerge del pozo con el alma de Meg en sus brazos, para gran sorpresa y enojo de Hades. Sabiendo que no puede detener a Hércules, Hades le ruega que intente aliviar las cosas con él y los otros dioses, pero Hércules se niega y golpea a Hades, haciendo que caiga al río Estigia, donde es invadido por almas vengativas y arrastrado a sus profundidades.

### Otras películas
Hades aparece en las películas directas a video de la serie House of Mouse: Mickey's Magical Christmas: Snowed in at the House of Mouse (2001), donde tiene breves cameos, incluyendo una parte durante la canción "Best Christmas of All", y Mickey's House of Villains (2002), donde se une a los demás villanos a hacerse con el control del club, también tomando parte en la canción "It's Our House Now!" junto a los demás villanos.
Hades es uno de los varios villanos que tienen breves apariciones en la película directa a vídeo Once Upon a Halloween (2005), mostrándose breves escenas de él en Hércules.
Hades aparece en la película de acción real para televisión Descendants 3 (2019), donde es interpretado por Cheyenne Jackson. Hades se encuentra entre los villanos encarcelados en la Isla de los Perdidos por el Rey Bestia, a pesar de su título de divinidad. Más tarde se revela que es el padre de Mal, y exmarido de Maléfica, y le presta brevemente a su hija su brasa para deshacer un hechizo realizado por Audrey. Más tarde es traído de la Isla de los Perdidos para revivir a Audrey, en el acto insinuando que el castigo de Bestia es injusto y que tiene un prejuicio sobre los villanos. Al final de la película, a Hades y los demás villanos se les permite la interacción entre Auradon y la Isla de los Perdidos, y tras visitar Áuradon aprueba el matrimonio de Mal con Ben. Cheyenne Jackson también presta su voz a Hades en el especial de televisión animado Descendants: The Royal Wedding (2021), donde se sospecha que arruinó los preparativos para la boda de Mal y Ben, por lo que Mal va a buscarle para saber qué sucedió, descubriendo que en realidad Hades trató de salvar los preparativos de un incidente. Posteriormente, presencia la boda de su hija y Ben. En la película Descendants: The Rise of Red (2024), Hades aparece en la época de su adolescencia, interpretado por Anthony Pyatt.

### Series de televisión
Hades aparece con frecuencia en la serie de televisión Hércules (1998) basada en la película de 1997 como un antagonista frecuente. A diferencia de la película, Hades sabía sobre la supervivencia de Hércules mientras Hércules era un adolescente. Al igual que en la película, Hades intenta obtener el control sobre el Olimpo, pero sus objetivos variaban entre cada episodio.
Hades también aparece en varios episodios de la serie de televisión House of Mouse (2001-2003), a menudo apareciendo a modo de cameo. Tiene papeles relevantes en los episodios "Suddenly Hades", donde Pete intenta cerrar el club subiendo el termostato, ya que el contrato de Mickey establece que se cerrará si alguna vez está vacío, pero la capacidad de Hades para tolerar el calor causa que permanece cómodo en el club a pesar del aumento de temperatura, permaneciendo como el único invitado, y "Halloween with Hades", donde intenta invitar a Maléfica a una cita y le pide consejo a Mickey.
Una iteración de Hades actúa como antagonista principal en la segunda mitad de la quinta temporada de Érase una vez, donde es interpretado por Greg Germann.

### Videojuegos
Hades aparece como un antagonista recurrente en la serie de videojuegos Kingdom Hearts, apareciendo en los títulos Kingdom Hearts, Kingdom Hearts: Chain of Memories, Kingdom Hearts II, Kingdom Hearts coded, Kingdom Hearts Birth by Sleep, Kingdom Hearts χ y Kingdom Hearts III.
El juego para móviles Disney Twisted-Wonderland (2020) está enfocado en Night Raven College, una academia cuyos estudiantes viven en siete dormitorios diferentes basados en diferentes Villanos Disney conocidos como "Los Siete Grandes", uno de ellos siendo el dormitorio Ignihyde, fundado en honor a Hades.
Hades es un personaje jugable disponible para desbloquear por tiempo limitado en Disney Magic Kingdoms (2020), siendo introducido en un Evento de tiempo limitado cuya historia tiene lugar después de los acontecimientos en Hércules, mostrándose en la trama que consiguió salir del río Estigia.
Una versión alternativa de Hades aparece como personaje jugable en Disney Mirrorverse (2023).
Hades aparece en el DLC "The Storybook Vale" (2024) de Disney Dreamlight Valley, siendo uno de los habitantes del valle titular.

### Otras apariciones
Hades es uno de los personajes principales utilizados en la franquicia Disney Villains.
Hades es el personaje central del espectáculo de variedades Villains Tonight de Disney Cruise Line, donde en una búsqueda para conseguir más maldad en el Inframundo convoca a los villanos más poderosos de Disney para que pueda conservar su trabajo.
En el cortometraje de Los Simpson para Disney+ Welcome to the Club (2022), Hades aparece junto a otros Villanos Disney tratando de convencer a Lisa Simpson de lo divertido que es ser un villano. También aparece en el cortometraje The Most Wonderful Time of the Year (2024) como uno de los villanos que se unen a Sideshow Bob en un número musical para celebrar Halloween.
Hades aparece en el cortometraje Once Upon a Studio (2023), donde se reúne con los demás personajes de Walt Disney Animation Studios para hacerse una foto de grupo. Él protesta cuando los demás personajes comienzan a cantar "When You Wish Upon a Star".